# Yekaterina Nazárova
Yekaterina Nazárova –en ruso, Екатерина Наза́рова– (29 de diciembre de 1980) es una deportista rusa que compitió en taekwondo. Ganó tres medallas en el Campeonato Europeo de Taekwondo entre los años 1998 y 2004.

## Palmarés internacional
| Campeonato Europeo | Campeonato Europeo       | Campeonato Europeo | Campeonato Europeo |
| Año                | Lugar                    | Medalla            | Categoría          |
| ------------------ | ------------------------ | ------------------ | ------------------ |
| 1998               | Eindhoven (Países Bajos) | Medalla de oro     | –55 kg             |
| 2000               | Patras (Grecia)          | Medalla de oro     | –67 kg             |
| 2004               | Lillehammer (Noruega)    | Medalla de bronce  | –72 kg             |